# Amanda Frisbie
Amanda Frisbie (North Richland Hills, Texas, Estados Unidos; 29 de mayo de 1992) es una futbolista estadounidense. Juega como defensora en el SK Brann de la Primera División de Noruega.

## Trayectoria

### Inicios
Frisbie jugó fútbol y baloncesto desde los 4 años, aunque finalmente se decidió por el fútbol. Asistió a McKinney High School, donde jugó fútbol en su primer y segundo año antes de dedicar su tiempo por completo al equipo del club, los Dallas Texans. Con los Texans, Frisbie ganó el campeonato de copa estatal de 2008-09 y tres campeonatos de liga consecutivos entre 2007 y 2009. Durante su primer año en McKinney, lideró a los estudiantes de primer año en el equipo con 14 goles y 8 asistencias. El equipo ganó el campeonato de distrito y Frisbie fue nombrada la jugadora más valioso del equipo y del distrito. Durante su segundo año, sus 27 goles y 17 asistencias establecieron un nuevo récord en una sola temporada. Fue elegida en el equipo de toda la región del estado de 2007, en el equipo de todas las regiones de la NSCAA para jóvenes de 2008 y en el equipo de todas las áreas de ESPN RISE en 2009 y 2010.
De 2005 a 2009 Frisbie jugó en el Equipo Estatal del Norte de Texas y participó en el Programa de Desarrollo Olímpico regional (ODP). Ayudó al equipo a ganar un campeonato regional, así como el campeonato nacional de la Asociación de Fútbol Juvenil de los Estados Unidos en 2009.

### Fútbol universitario
Frisbie estudió en la Universidad de Portland de 2010 a 2013, donde jugó fútbol para los Portland Pilots. Marcó el primer gol de su carrera universitaria durante un partido contra la Universidad de Washington durante su primera temporada y terminó el año con cinco goles. Durante su segundo año marcó tres goles decisivos para ganar sendos partidos contribuyendo a que el equipo empatase en el liderato del campeonato. En su tercer año fue titular en los 21 partidos del campeonato y lideró la Conferencia de la Costa Oeste (WCC) en goles (12), puntos (33) y colideró en asistencias (9). Marcó 4 goles en la victoria por 5-0 sobre Fresno State.
Durante su último año el entrenador le pidió que cambiase su posición de delantera a defensa central. Frisbie dudó respecto al cambio y reconoció que no le fue fácil adaptarse. Sin embargo el cambio de rol funcionó muy bien debido a su buena condición física y que acostumbrada a jugar con el balón en los pies no se ponía nerviosa cuando iniciaba las jugadas bajo la presión de las delanteras rivales. Fue semifinalista del Trofeo Hermann, elegida en el equipo del año y mejor defensa del año de la Conferencia Centro Oeste. El equipo mantuvo la puerta a cero en 9 partidos y fue la segunda máxima goleadora del equipo con 8 goles. Fue elegida mejor jugadora de la semana del 30 de septiembre de 2013 tras marcar tres goles y dar una asistencia.

### Haciéndose un hueco en la NWSL

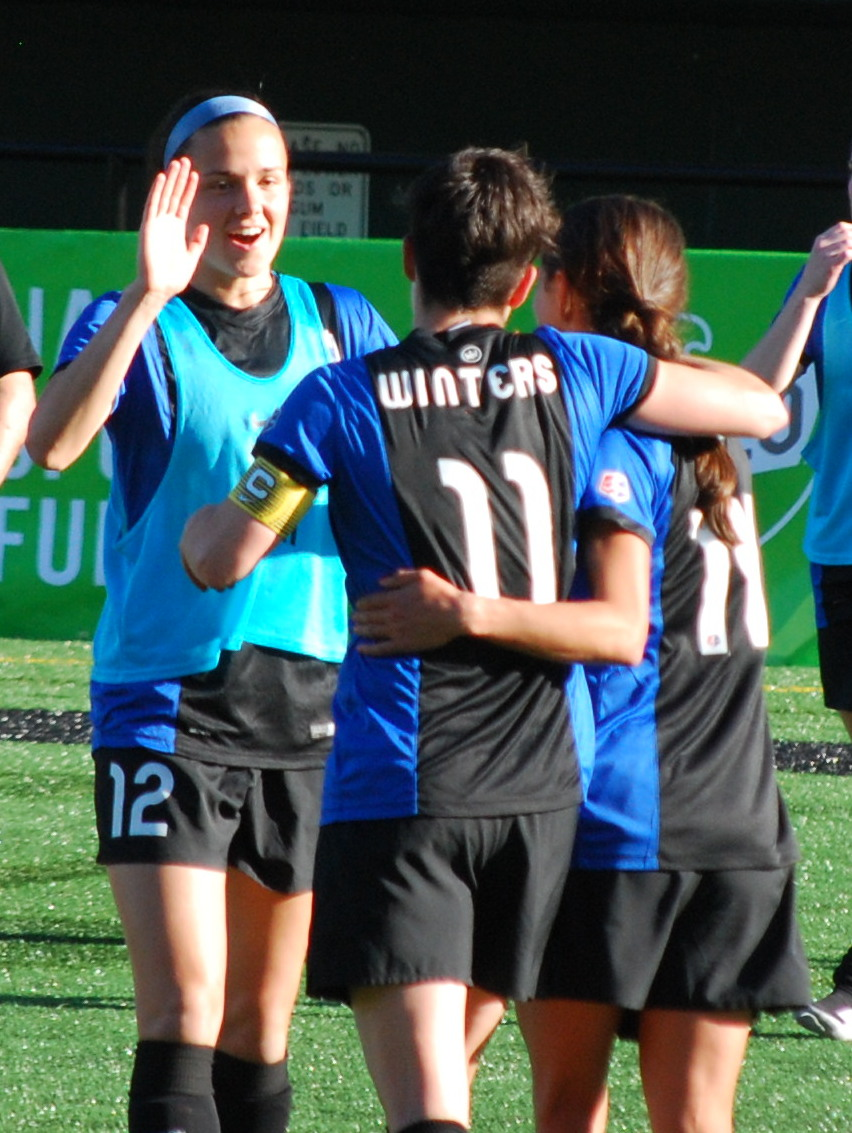
Amanda Frisbie en Seattle Reign

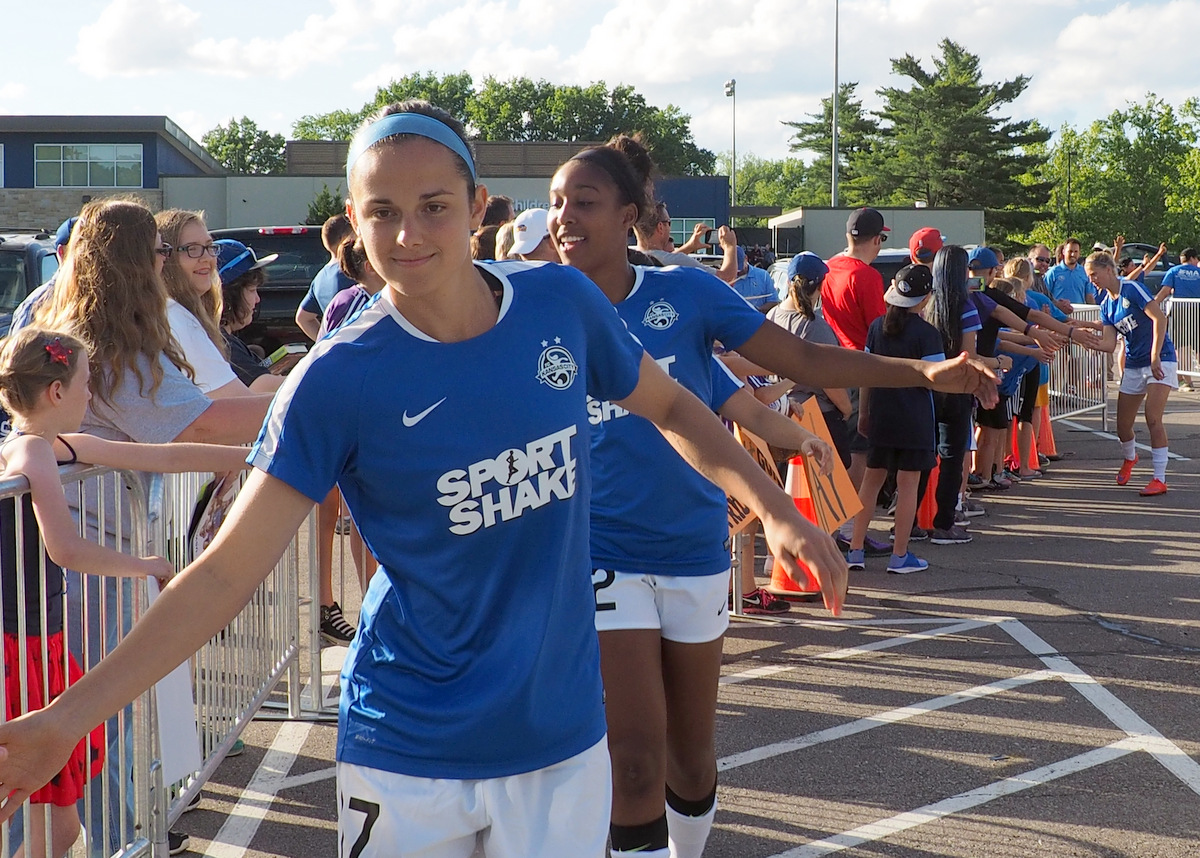
Amanda Frisbie en su etapa en Kansas City

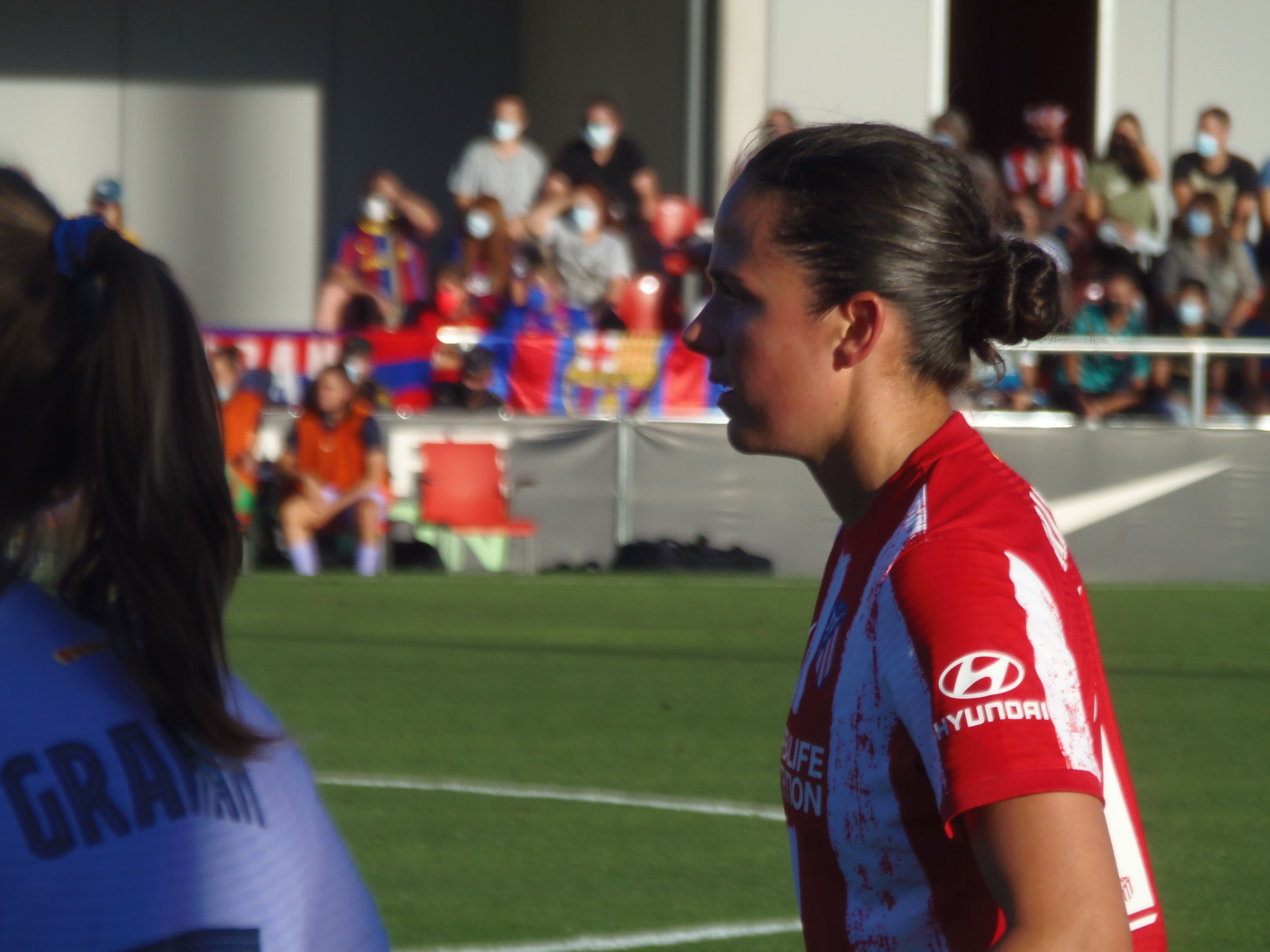
Amanda Frisbie en su debut con el Atlético de Madrid

El 17 de enero de 2014 Seattle Reign la seleccionó en la primera ronda y séptima selección general del Draft universitario de la NWSL. Tras ser confirmada como miembro del primer equipo y jugar con la selección sub-23 de Estados Unidos, permaneció en el banquillo en el primer partido de liga, y luego se perdió el resto de la temporada  la temporada debido a una lesión crónica de aductor. El Reign fue finalista del campeonato y renovó su contrato para el siguiente año.
En 2015 Reign la traspasó al Western New York Flash junto a Sydney Leroux y Amber Brooks para obtener los derechos de Abby Wambach. Debutó el 6 de junio al sustituir a Kristen Edmonds en las postrimerías del encuentro ante los Chicago Red Stars, con victoria por 3-1. En el equipo neoyorquino jugó 4 partidos y marcó un gol ante su exequipo.
En 2016 pasó a jugar en el Kansas City, que la eligió por su "talento y versatilidad". Disputó 3 partidos y fue liberada en julio. Frisbie se unió inmediatamente al Stjarnan islandés para jugar de forma habitual hasta la siguiente temporada. 24 horas después de su llegada a Islandia debutó con su nuevo equipo en la semifinal de copa con derrota por 3-2. En septiembre de 2016 ganaron la liga islandesa.
Tras su regreso de Islandia jugó para los Boston Breakers, donde tuvo una lesión durante la pretemporada, que demoró su debut hasta mayo ante North Carolina Courage con derrota por 1-0, pero a partir de ahí tuvo continuidad, especialmente en los meses de agosto y septiembre, y disputó 12 encuentros. 
Al finalizar la temporada en Estados Unidos fue cedida al equipo australiano Perth Glory. En el equipo australiano tuvo una gran campaña liderando la defensa y la creación del juego, y lograron alcanzar la final de campeonato.
Al regresar a Boston el equipo no pudo superar su problemas financieros y desapareció, y Frisbie fichó por el Sky Blue. Jugó de manera regular con su nuevo equipo en una mala temporada a nivel colectivo en la que quedaron colistas ganando un único partido. Algunos medios señalaron a las malas condiciones en las que el club ofrecía a la plantilla como una de las causas de los malos resultados.
Meses después de abandonar la NWSL participó en un reportaje sobre el sistema de transferencias de la competición y la carga mental que ello supone donde describió que cada partido significaba una lucha por la supervivencia porque en cualquier momento podía ser traspasada a cualquier equipo sin su consentimiento o despedida, y que en su último año se planteó la posibilidad de retirarse.

### Asentamiento en Europa
En 2019 volvió a Europa para jugar en la liga noruega. Fichó por el Klepp IL. Debutó el 23 de marzo con victoria por 1-0 en la primera jornada de liga. Jugó todos los minutos de la liga y marcó dos goles. Terminaron en tercera posición de liga. En la Copa jugó los dos partidos que disuputó el Kelpp, quedando eliminadas en octavos de final.
Al finalizar el año fue fichada por el Madrid C. F. F.. Debutó el 12 de enero de 2020 con victoria por 2-0 sobre el Betis. Alcanzó a jugar 6 partidos antes de que la competición finalizase debido a la pandemia por Covid-19. El equipo logró mantener la categoría. En la segunda temporada sorprendieron con su buen rendimiento y acabaron en la parte alta de la tabla. Frisbie fue una de las habituales en el campo y marcó un gol ante el Granadilla Tenerife.
En verano de 2021 su entrenador, Óscar Fernández, fichó por el Atlético de Madrid, y Frisbie siguió sus pasos. En la pretemporada sufrió una lesión y no pudo debutar hasta el 9 de octubre en la sexta jornada de liga ante el F. C. Barcelona con derrota por 0-3. Tras disputar algunos encuentros con el club rojiblanco sufrió una lesión de rodilla que se alargó y requirió cirugía. Reapareció en la última jornada de liga. Acabaron la temporada en cuarta posición a un punto de la tercera plaza que daba el último cupo para disputar la Liga de Campeones. Fueron finalistas en la Supercopa, en la que perdieron ante el F. C. Barcelona. En la Copa de la Reina el equipo cayó en octavos de final ante el Sporting de Huelva.
Se desvinculó del club en verano de 2022 y fichó por el SK Brann en enero de 2023.

## Selección nacional
En 2014 Firsbie fue parte de la selección sub-23 de Estados Unidos.

## Estadísticas

### Clubes
Actualizado al último partido jugado el 15 de mayo de 2022.
| Club                                  | Div.          | Temporada     | Liga  | Liga  | Liga   | Copas nacionales | Copas nacionales | Copas nacionales | Copas internacionales | Copas internacionales | Copas internacionales | Total | Total | Total  | Media goleadora |
| Club                                  | Div.          | Temporada     | Part. | Goles | Asist. | Part.            | Goles            | Asist.           | Part.                 | Goles                 | Asist.                | Part. | Goles | Asist. | Media goleadora |
| ------------------------------------- | ------------- | ------------- | ----- | ----- | ------ | ---------------- | ---------------- | ---------------- | --------------------- | --------------------- | --------------------- | ----- | ----- | ------ | --------------- |
| Seattle Reign FC Estados Unidos       |               |               |       |       |        |                  |                  |                  |                       |                       |                       |       |       |        |                 |
| NWSL                                  | 2014          | 0             | 0     | 0     | -      | -                | -                | -                | -                     | -                     | 0                     | 0     | 0     | 0      |                 |
| Total club                            | Total club    | 0             | 0     | 0     |        |                  |                  |                  |                       |                       | 0                     | 0     | 0     | 0      |                 |
| Western New York Flash Estados Unidos |               |               |       |       |        |                  |                  |                  |                       |                       |                       |       |       |        |                 |
| NWSL                                  | 2015          | 4             | 1     | 0     | -      | -                | -                | -                | -                     | -                     | 4                     | 1     | 0     | 0.25   |                 |
| Total club                            | Total club    | 4             | 1     | 0     |        |                  |                  |                  |                       |                       | 4                     | 1     | 0     | 0.25   |                 |
| FC Kansas City Estados Unidos         |               |               |       |       |        |                  |                  |                  |                       |                       |                       |       |       |        |                 |
| NWSL                                  | 2016          | 3             | 0     | 0     | -      | -                | -                | -                | -                     | -                     | 3                     | 0     | 0     | 0      |                 |
| Total club                            | Total club    | 3             | 0     | 0     |        |                  |                  |                  |                       |                       | 3                     | 0     | 0     | 0      |                 |
| Stjarnan Islandia                     |               |               |       |       |        |                  |                  |                  |                       |                       |                       |       |       |        |                 |
| 1º                                    | 2016          | 9             | 0     | 0     | 1      | 0                | 0                |                  |                       |                       | 10                    | 0     | 0     | 0      |                 |
| Total club                            | Total club    | 9             | 0     | 0     | 1      | 0                | 0                |                  |                       |                       | 10                    | 0     | 0     | 0      |                 |
| Boston Breakers Estados Unidos        |               |               |       |       |        |                  |                  |                  |                       |                       |                       |       |       |        |                 |
| NWSL                                  | 2017          | 12            | 0     | 1     | -      | -                | -                | -                | -                     | -                     | 12                    | 0     | 1     | 0      |                 |
| Total club                            | Total club    | 12            | 0     | 1     | -      | -                | -                | -                | -                     | -                     | 12                    | 0     | 1     | 0      |                 |
| Perth Glory Australia                 |               |               |       |       |        |                  |                  |                  |                       |                       |                       |       |       |        |                 |
| W-League                              | 2017-18       | 12            | 0     | 0     | -      | -                | -                | -                | -                     | -                     | 12                    | 0     | 0     | 0      |                 |
| Total club                            | Total club    | 12            | 0     | 0     |        |                  |                  |                  |                       |                       | 12                    | 0     | 0     | 0      |                 |
| Sky Blue FC Estados Unidos            |               |               |       |       |        |                  |                  |                  |                       |                       |                       |       |       |        |                 |
| NWSL                                  | 2018          | 17            | 0     | 0     | -      | -                | -                | -                | -                     | -                     | 17                    | 0     | 0     | 0      |                 |
| Total club                            | Total club    | 17            | 0     | 0     |        |                  |                  |                  |                       |                       | 17                    | 0     | 0     | 0      |                 |
| Klepp IL · Noruega                    |               |               |       |       |        |                  |                  |                  |                       |                       |                       |       |       |        |                 |
| 1ª                                    | 2019          | 22            | 2     | 0     | 2      | 0                | 0                |                  |                       |                       | 24                    | 2     | 0     | 0.08   |                 |
| Total club                            | Total club    | 22            | 2     | 0     | 2      | 0                | 0                |                  |                       |                       | 24                    | 2     | 0     | 0.08   |                 |
| Madrid C.F.F. · España                |               |               |       |       |        |                  |                  |                  |                       |                       |                       |       |       |        |                 |
| 1.ª                                   | 2019-20       | 6             | 0     | 0     | 1      | 0                | 0                | -                | -                     | -                     | 7                     | 0     | 0     | 0      |                 |
| 1.ª                                   | 2020-21       | 25            | 1     | 0     | 2      | 0                | 0                | -                | -                     | -                     | 27                    | 1     | 0     | 0.04   |                 |
| Total club                            | Total club    | 31            | 1     | 0     | 3      | 0                | 0                |                  |                       |                       | 34                    | 1     | 0     | 0.03   |                 |
| Atlético de Madrid · España           |               |               |       |       |        |                  |                  |                  |                       |                       |                       |       |       |        |                 |
| 1.ª                                   | 2021-22       | 8             | 0     | 1     | 0      | 0                | 0                | -                | -                     | -                     | 8                     | 0     | 1     | 0      |                 |
| Total club                            | Total club    | 8             | 0     | 1     | 0      | 0                | 0                |                  |                       |                       | 8                     | 0     | 1     | 0      |                 |
| Total carrera                         | Total carrera | Total carrera | 118   | 4     | 2      | 6                | 0                | 0                |                       |                       |                       | 124   | 4     | 2      | 0.03            |
| 1. 2. 3.                              |               |               |       |       |        |                  |                  |                  |                       |                       |                       |       |       |        |                 |

## Palmarés

### Campeonatos nacionales
| Título           | Club     | País     | Año  |
| ---------------- | -------- | -------- | ---- |
| Liga de Islandia | Stjarnan | Islandia | 2016 |